# Hoppa twist

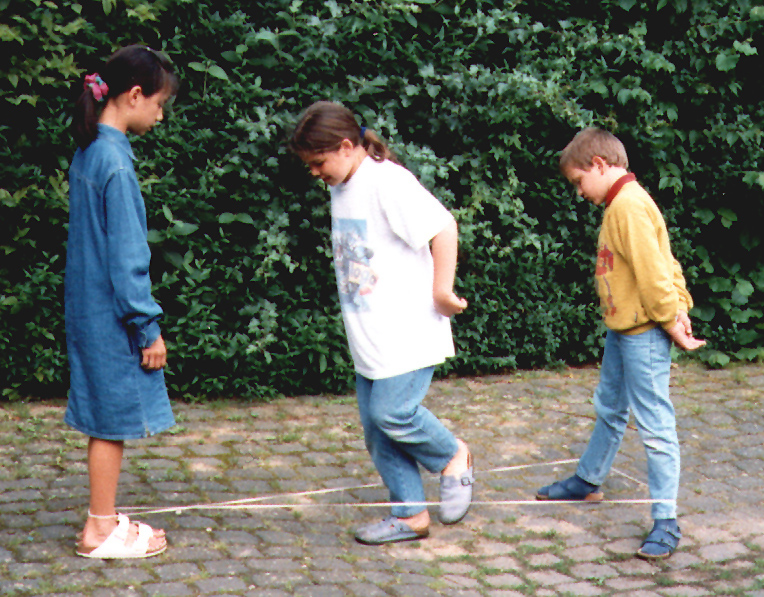
Barn som leker hoppa twist.

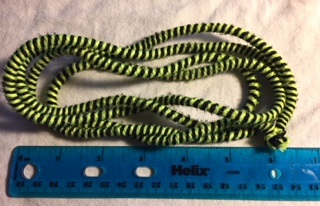

Hoppa twist (engelska twist: vrida) eller, tidigare på 1960-talet, hoppa gummiband är en lek med ett resårband (ett gummibandsliknande elastiskt snöre). Man knyter ihop resåren till en stor ring. Två personer står inuti och spänner ut resåren med benen eller kroppen. Den som är på tur hoppar enligt ett program (till exempel sida, sida, i, isär, sida, ut). Om man klarar nivån höjs resårbandet till nästa nivå (från anklarna till huvudknoppen). Om man misslyckas blir det nästas tur.
Leken var åtminstone i mitten/slutet av 1900-talet vanlig på skolgårdar i Sverige, tillsammans med liknande rastaktiviteter som hoppa hage och rephoppning. Namnet twist kan ha varit inspirerat av dansen twist, som blev internationell modedans i början av 1960-talet . På engelska är dock leken känd som Chinese jump rope.